# Luchino Visconti
Pour les articles homonymes, voir Visconti et Luchino Visconti (homonymie).
Luchino Visconti di Modrone /luˈkiːno visˈkonti di moˈdroːne/, comte de Lonate Pozzolo, est un réalisateur de cinéma, directeur de théâtre, metteur en scène et écrivain italien, né le 2 novembre 1906 à Milan et mort le 17 mars 1976 à Rome.
Descendant de l'illustre maison Visconti qui régna sur Milan au Moyen Âge, Luchino Visconti met en scène pendant sa carrière, 50 pièces de théâtre et 20 opéras à l'esthétique naturaliste et vériste.  Il est considéré comme l'un des réalisateurs les plus importants du cinéma européen, ayant notamment contribué à fonder le néoréalisme italien dans les années 1940, avec le film Les Amants diaboliques. Plus tard, ses films sont principalement consacrés à des sujets tels que la beauté, la décadence, la mort et l'histoire européenne, et tout particulièrement le déclin de la noblesse et de la bourgeoisie, thème évoqué à plusieurs reprises dans ses films, comme dans Le Guépard (avec sa fameuse réplique « il faut que tout change pour que rien ne change »), ainsi que dans la trilogie allemande.

## Biographie

### Famille

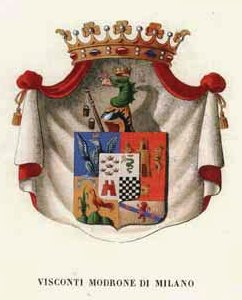
Armes de la famille Visconti Di Modreone

Luchino Visconti est le fils de Giuseppe Visconti di Modrone, duc de Grazzano Visconti (1879-1941), et de Carla Erba (née en 1879 et morte à Cortina d'Ampezzo le 17 janvier 1939).

### Jeunesse
« Je suis né, le 2 novembre 1906 à 8 heures du soir. On m'a dit plus tard qu'une heure après, le rideau de La Scala se levait pour une énième première de La Traviata » déclarait Visconti en 1963, né dans une famille tournée vers l'opéra, la musique, le théâtre et les arts. Son grand-père le duc Guido est un des financiers sauveurs du théâtre de La Scala, intime de Giuseppe Verdi. Son père Guiseppe Visconti, gère la société cosmétique Erba, écrit des pièces de théâtre et mécène des jeunes compagnies théâtrales. Son oncle Giovanni Visconti fonde la société Milano Films.

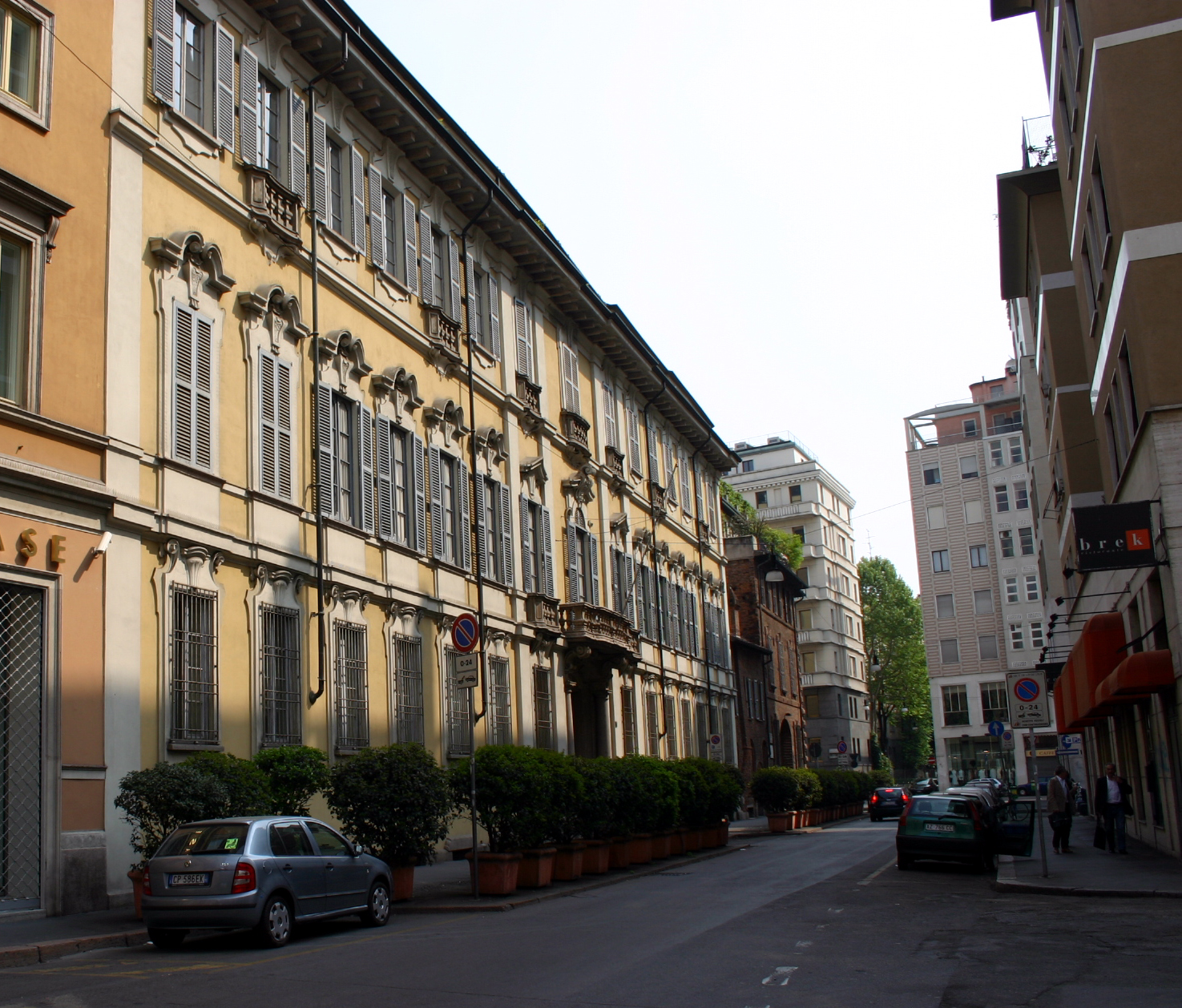
Palais Visconti di Grazzano à Milan (sec. XVIII) reconstruit après 1945 - (2007)

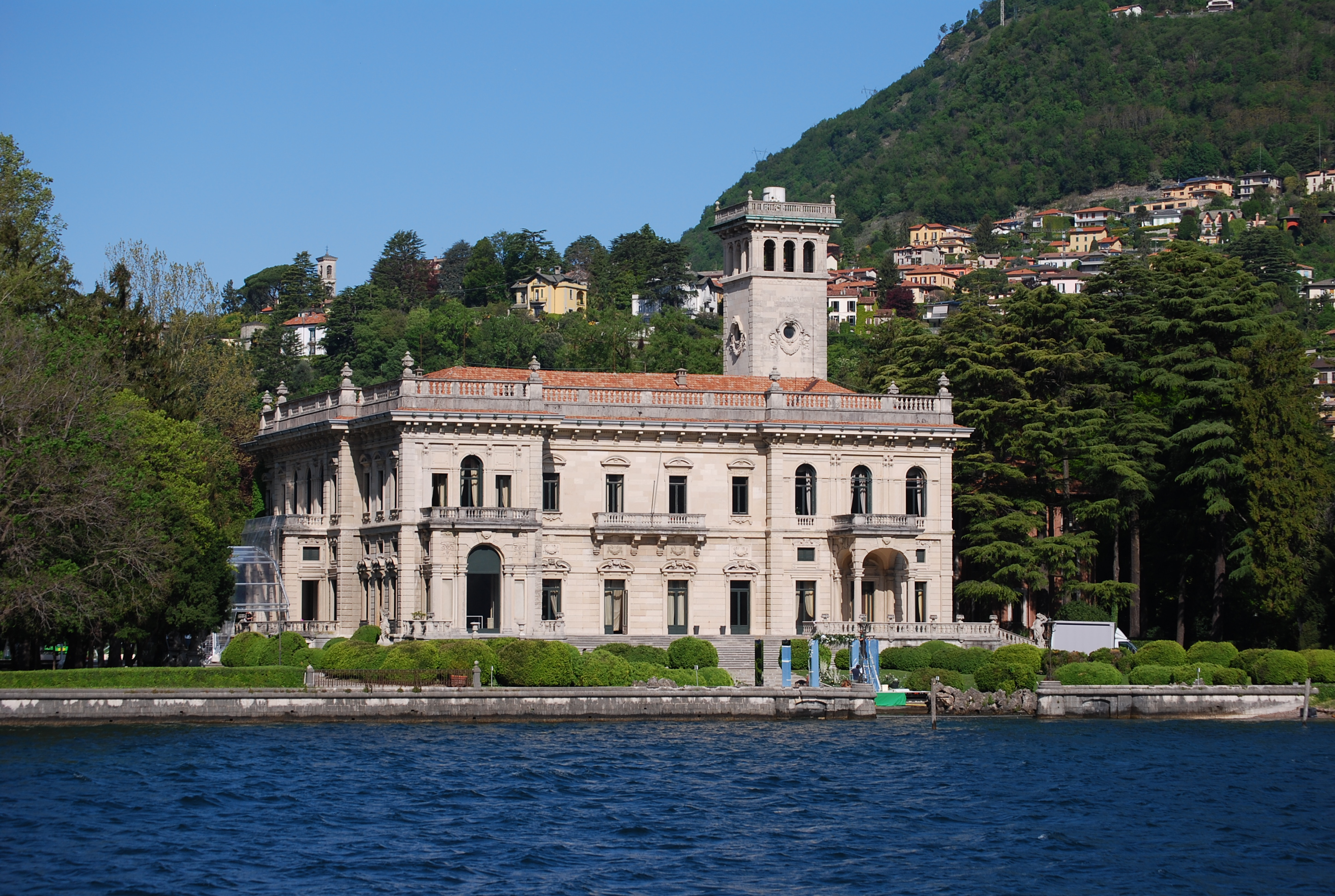
La Villa Erba vue depuis l lac de Côme, héritage de la mère de Luchino Visconti et lieu de villégiature de la famille à partir des années 1920

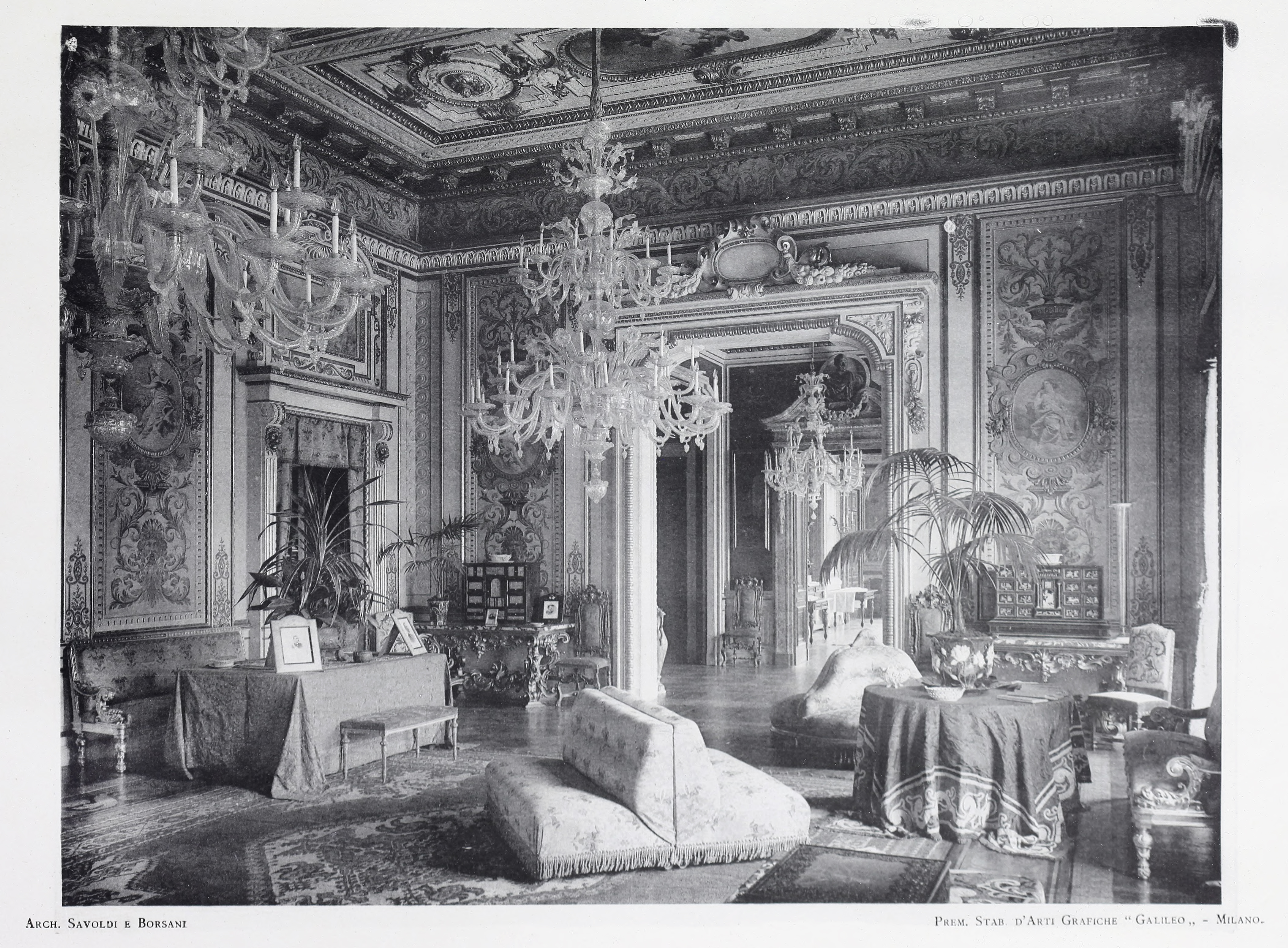
Villa Erba, Cernobbio - Vue de la salle de réception de la Villa Erba en 1904

Sa mère Carla, née Erba est une bourgeoise héritière de la compagnie Erba. Elle donne des réceptions mondaines, des bals et diners où elle reçoit le mercredi, les artistes et la meilleure société milanaise dont le compositeur Giacomo Puccini dans leur hôtel particulier situé via Cerva, non loin du fameux théâtre où la famille Visconti a sa loge attitrée. Elle est portraiturée par Boldini, habillée par Mariano Fortuny. Luchino Visconti passe une partie de son enfance à jouer avec Wally,la fille du chef d'orchestre Arturo Toscanini, un ami intime de la famille. Il apprend le violoncelle. Et un précepteur lui apprend l'anglais et le français. Le jeudi, les enfants vont au cinéma et joue au théâtre et au mélodrame à la maison sous la surveillance de la gouvernante. Visconti n'aura aucun diplôme scolaire. Il se passionne pour le théâtre et la littérature. La famille posséde aussi une grande villa de style néo-Renaissance au bord du lac de Côme, la villa Erba, à Cernobbio, où  se retrouvait la famille pour les grandes vacances et de petits séjours et où le duc Guiseppe Visconti aimait à monter des pièces de théâtre en amateur.
Luchino Visconti lit avec avidité la littérature française, André Gide, Alain-Fournier et Marcel Proust.

### Les années 1920
En 1922, Wally Toscanini épouse le cousin de Luchino Visconti, le comte Emmanuele Castelbarco, peintre mondain et galeriste à Milandont c'est le quatrième mariage. Ce mariage rejeté par Arturo Toscanini, sépare les deux familles. 
Sans doute après la découverte des relations extra-conjugales homosexuelles de Guiseppe Visconti, Donna Carla rompt définitivement avec son mari surnommé à Milan « Don Zizi » qui se maquillait de« poudre et mascara » pour paraître à La Scala. Après la séparation de ses parents en 1925, Luchino Visconti qui a 19 ans, « est d'une beauté à faire tomber le pain des mains » vit avec sa mère. La société Erba périclite, Carla Erba renonce à la vie mondaine.
Après avoir effectué son service militaire en 1926, il retrouve son père à Rome, qui est imprésario de théâtre. 
Visconti s'achète une Lancia Spider. À l'automne 1929, il ordonne au chauffeur et jeune père de famille du château familial de l'accompagner. Visconti, au volant, rate le dépassement d'une charrette attelée dont une poutre dépasse et heurte de plein fouet la tête du passager qui meurt peu de temps après. Toute sa vie, Visconti versera une pension à la famille du chauffeur : « Aucun chatiment ne lui semble à la mesure de sa faute ».
Après cette évènement dramatique, Luchino Visconti se retire. Il crée comme son frère Luigi, une écurie et d'élevage de chevaux de courses, mais aussi de chiens, de chats avec même l'acquisition d'un lion et d'un ours pendant 5 ans avant de quitter l'Italie pour l'Allemagne où il est fasciné par Siegfried et les démonstrations de force, puis il vient vivre à Paris. En 1932, son pur-sang Sanzio, participe au Prix de l'Arc de Triomphe.
« C'est avec les pur-sang, ne cessera-t-il de répéter que j'ai appris à faire travailler les acteurs ; les faire travailler, c'est-à-dire les plier à sa volonté, les faire aller à sa guise, les créer ou les recréer ».

### Les années parisiennes
A Paris, il côtoie le cercle de Marie-Laure de Noailles et des surréalistes, Jean Cocteau, Salvador Dalí, Serge Lifar, Alberto Giacometti, Elsa Schiaparelli, Jean Marais et Coco Chanel qui le présente à Jean Renoir.
En 1934, il revient en Italie, s'achète une caméra 16mm et réalise ses premiers films. il travaille, dans le sillage de son père, à dessiner les décors et costumes, dont celui de "Doux Aloès" de Jay Mallory pour le Théâtre Manzoni de Milan, ce qui lui vaut les éloges de la presse.
De retour à Paris, il découvre le théâtre français, Jean Giraudoux, Jean Anouilh, Marcel Achard et assiste le décorateur Christian Bérard.
Amoureux de la belle Irma von Windischgraetz, rencontrée aux sports d'hiver à Kitzbühel lorsqu'il a 29 ans (vers 1935), il doit affronter l'opposition du père d'Irma à un éventuel mariage. Ensuite, il assume son homosexualité et se tourne vers les amours masculines qu'il conçoit comme une fatalité: « L'homosexualité est longtemps restée liée pour lui, comme pour le roi Ludwig, comme pour Proust, à une malédiction. Plus qu'un grand seigneur libertin, Visconti s'est montré dans nombre de ses attitudes un bourgeois attaché, entre autres, à une morale de la famille et de la société toute traditionnelle et patriarcale. » selon Laurence Schifano. Un de ses premiers amants fut le photographe de Vogue, Horst, que lui présenta Coco Chanel à Paris. Ils voyagèrent ensemble en Tunisie en 1936.
En 1937, Visconti part découvrir la Grèce et de retour réalise les décors du "Voyage" de la pièce de théâtre de Henri Bernstein. La mère de Visconti Carla s'éteint le 19 janvier 1939.

### Début de carrière
Sa carrière cinématographique débuta en 1935, en France, où il travaille  sur Toni aux côtés de Jean Renoir (rencontré grâce à Coco Chanel)  comme assistant, à la réalisation et au choix des costumes, de deux de ses œuvres, Les Bas-fonds et Partie de campagne. Le souci de réalisme du grand cinéaste français le marqua profondément. Toujours en France, il rencontra des réfugiés italiens, militants de gauche, au contact desquels ses convictions politiques changèrent radicalement. Après un bref séjour à Hollywood, où il présente un scénario-biographique sur Coco Chanel. Avec Renoir, il commença à travailler à une adaptation cinématographique de La Tosca, produite en Italie mais, quand éclata la guerre, le réalisateur français fut contraint d'abandonner le tournage — il fut remplacé par l'Allemand Carl Koch assisté de Visconti.
La rencontre avec certains jeunes intellectuels et critiques, collaborateurs à la revue Cinema (fondée par Vittorio Mussolini), fit germer dans son esprit l'idée d'un cinéma qui raconterait de façon réaliste la vie et les drames quotidiens du peuple, cinéma qui serait en rupture avec les mièvreries clinquantes et édulcorées des comédies du cinema dei telefoni bianchi (littéralement « cinéma des téléphones blancs »). À cette époque, il rencontra Roberto Rossellini et, probablement, Federico Fellini. Visconti projeta de réaliser l'adaptation du roman Le Grand Meaulnes d'Alain-Fournier et celle des Malavoglia de Verga, mais ces projets avortèrent.

#### Les Amants diaboliques
Partant de cette idée, il signa en 1942, avec Giuseppe De Santis, Gianni Puccini, Antonio Pietrangeli, Mario Serandrei et Rosario Assunto, son premier film, une des œuvres majeures du néo-réalisme : Les Amants diaboliques, inspiré du roman Le facteur sonne toujours deux fois de James M. Cain, avec, comme acteurs principaux, la sulfureuse Clara Calamai (elle remplaça au dernier moment Anna Magnani, initialement destinée au rôle trouble de Giovanna) et Massimo Girotti dans le rôle du mécanicien, Gino.
Un second projet, une adaptation de L'amante di Gramigna de Giovanni Verga, ne put être mené à bien, la guerre s'intensifiant. Capturé et emprisonné, Visconti échappa au peloton d'exécution grâce à l'intervention de l'actrice María Denis qui raconte cette expérience dans son autobiographie Il gioco della verità (Le Jeu de la vérité). Il se rapproche du Parti Communiste Italien et en devient un compagnon de route, surnommé le "Comte Rouge", « il conte rosso ». 
À la fin du conflit, Visconti participa aux côtés de Mario Serandrei à la réalisation du documentaire Giorni di gloria (Jours de gloire), consacré à la Résistance et à la Libération, où il filme le lynchage de Donato Carretta et l'exécution du chef de la police romaine Pietro Caruso et du tortionnaire Pietro Koch.
Un bombardement allié le 13 août 1943, éventre le palais familial Visconti via Cerda à Milan, ainsi que le théâtre de la Scala et le théâtre Manzoni effondré, le Dôme est endommagé.

#### Metteur en scène de théâtre et d'opéra

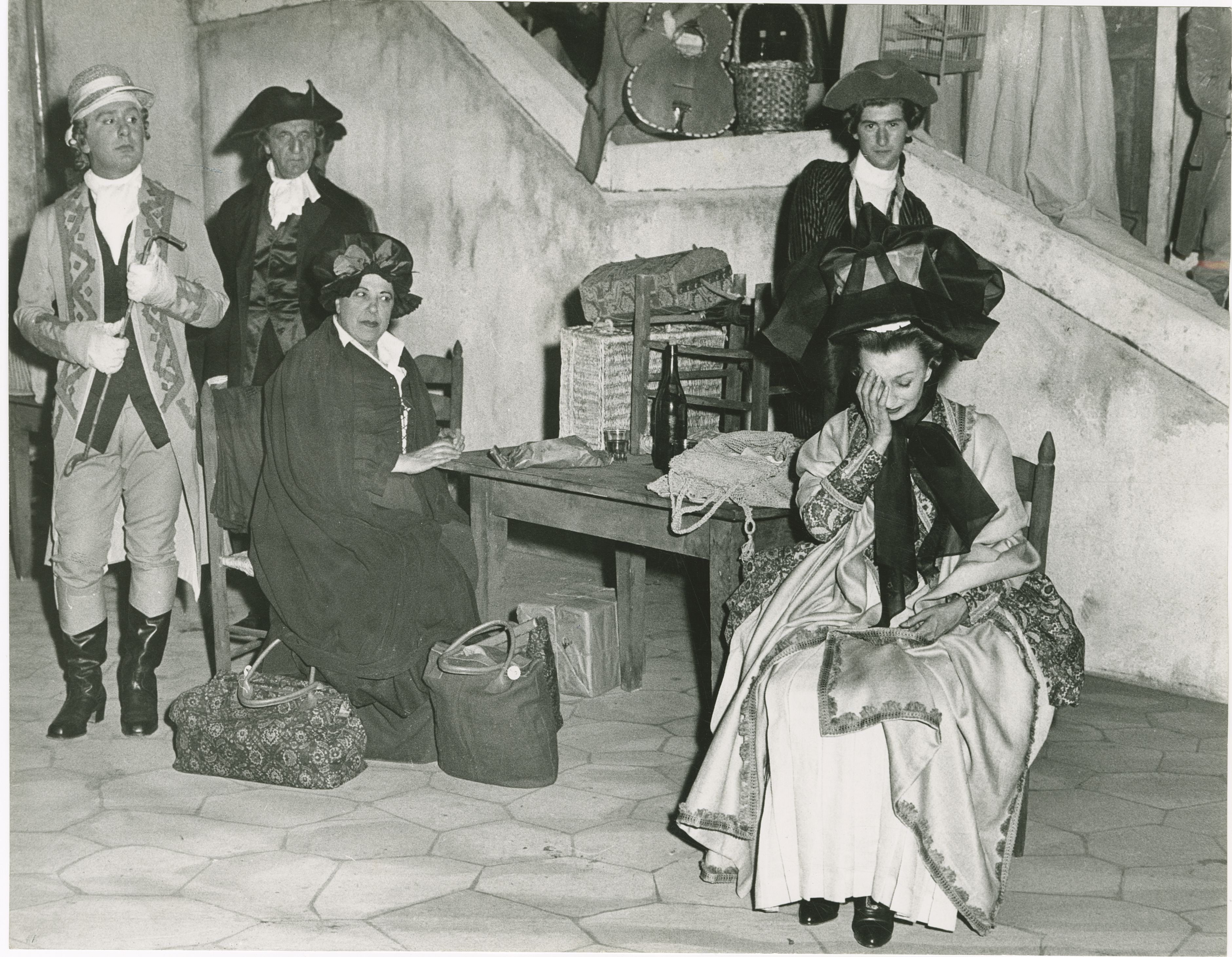
Tino Carraro et Fulvia Mammi dans L'impresario de Smirne de Carlo Goldoni, mis en scène par Luchino Visconti en 1957 au théâtre de la Fenice à Venise.

En 1945, il met en scène la traduction et l'adaption de Les Parents terribles puis La Machine à écrire de Jean Cocteau au Teatro Eliseo de Rome, et Huis clos de Jean-Paul Sartre, qui provoquent le scandale, aussi bien dans la presse conservatrice que communiste, les représentations de "Adam" de Marcel Achard seront interdites à Milan et Venise pour « corruptrices de la jeunesse ».
Paolo Stoppa et Rina Morelli, acteurs du Teatro Eliseo, fondent une compagnie dont Visconti  devient le metteur en scène attitré de Tchekov, Shakespeare, Goldoni, Miller, Strindberg, Hemingway.
Leur collaboration reste mythique et est continue jusqu'en 1960.
Vittorio Gassman les rejoint, ainsi que Marcello Mastroianni.
À partir de 1959, il vient travailler à Paris où il met en scène Annie Girardot et Jean Marais dans Deux sur la balançoire de William Gibson, Romy Schneider et Alain Delon dans Dommage qu'elle soit une putain de John Ford en 1961. Durant ses années, il travaille avec Salvador Dalí pour "Comme il vous plaira" de Shakespeare et  Franco Zeffirelli est son scénographe régulier, décorateur et amant. 

##### La découverte de La Callas

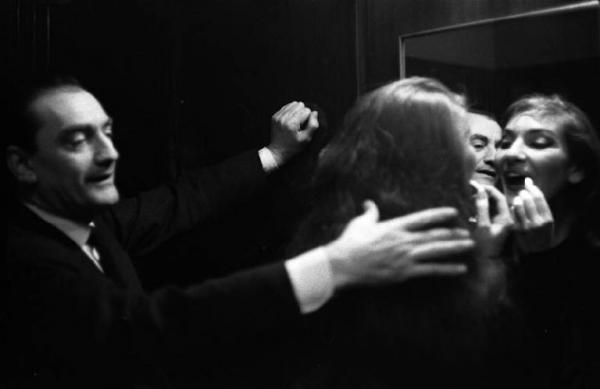
Luchino Visconti et Maria Callas préparant en coulisse, Anna Boleyn de Donizetti en 1957 à La Scala de Milan.

Il découvre la voix de Maria Callas lors d'une audition privée, chez le chef d'orchestre de la Scala, Tullio Serafin en 1949 où elle chante un air de La traviata. Fasciné par la cantatrice d'opéra, Visconti la perçoit comme une tragédienne grecque antique. À partir de 1953, il la met en scène à La Scala de Milan sous la direction de Tullio Serafin dans Le Trouvère de Verdi, puis  en 1955, dans La sonnambula  de Vincenzo Bellini, et dans La traviata de Giuseppe Verdi.
Pour La Vestale de Spontini, Visconti demande à Callas de maigrir. Méconnaissable physiquement, elle obtient un triomphe absolu et enchaine toujours mise en scène par Visconti, les représentations d'anthologies et mythiques.
Rêve d'une vie, Visconti met en scène au moins un opéra par an, Verdi, Puccini, Donizetti, Strauss ou Mozart, pour les plus grandes scènes lyriques européenes, entre 1953 et 1973.

#### La Terre tremble

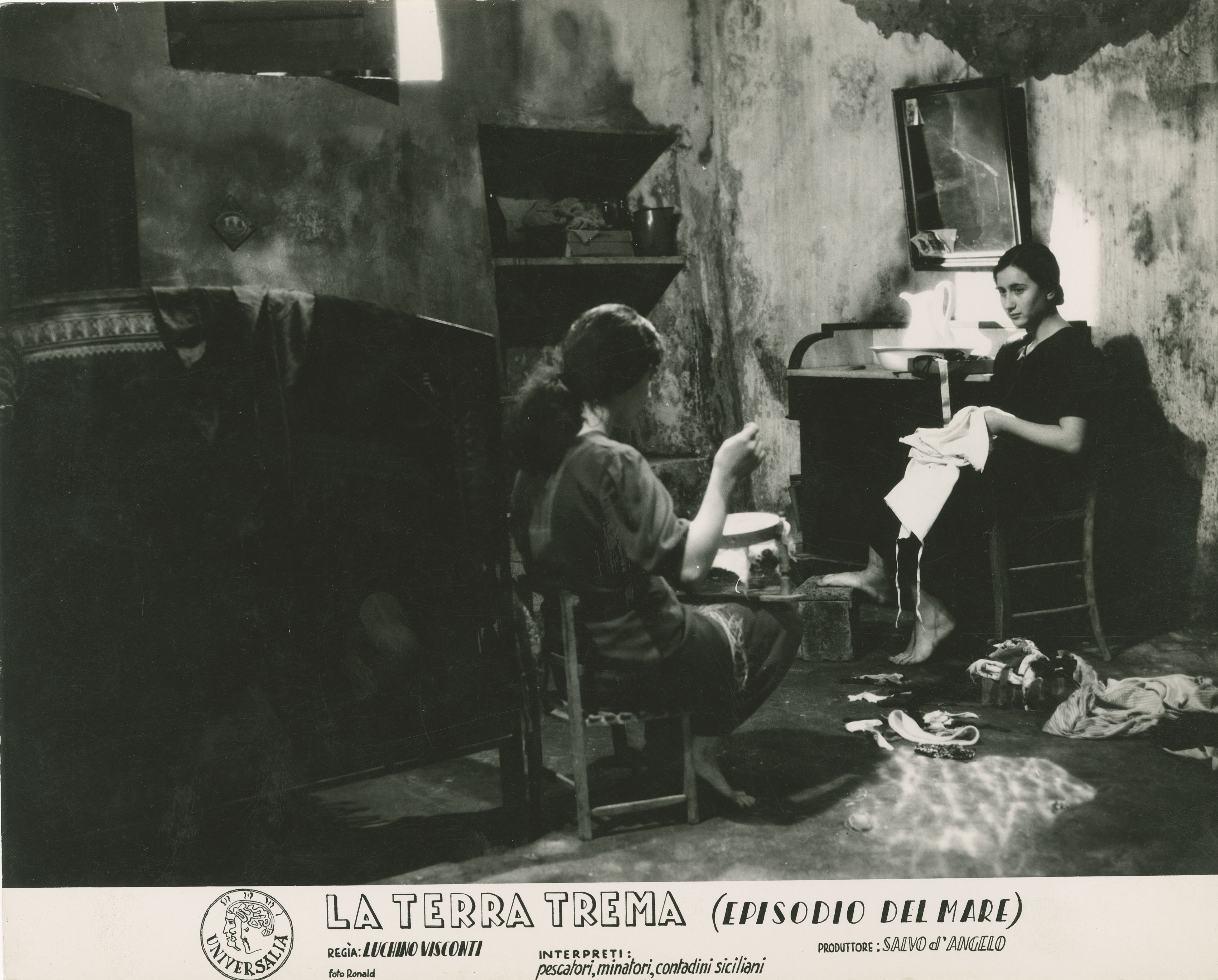
La Terre tremble (1948).

En 1948, il revint derrière la caméra pour réaliser La terre tremble, un film polémique dénonçant ouvertement les conditions sociales des classes les plus défavorisées. C'était une adaptation du roman I Malavoglia de Giovanni Verga, de facture quasi documentaire, aux images splendides, mais de compréhension rendue difficile par l'utilisation du plus pur dialecte sicilien (précisément celui des pêcheurs d'Aci Trezza près de Catane). Le film ne reçut les faveurs du public ni à sa sortie, ni deux ans plus tard, en 1950, quand parut une seconde version doublée en italien.
Dans toute l'histoire du cinéma péninsulaire, seuls quatre films furent entièrement tournés en dialecte et sous-titrés en italien : La terre tremble fut le premier ; les autres, L'Arbre aux sabots (1978) d'Ermanno Olmi, en dialecte bergamasque, Giro di lune tra terra e mare (it) (1997) de Giuseppe M. Gaudino, en dialecte campanien (it) avec des citations latines, et enfin, LaCapaGira (it) (2001) d'Alessandro Piva, en dialecte apulien.

#### Bellissima

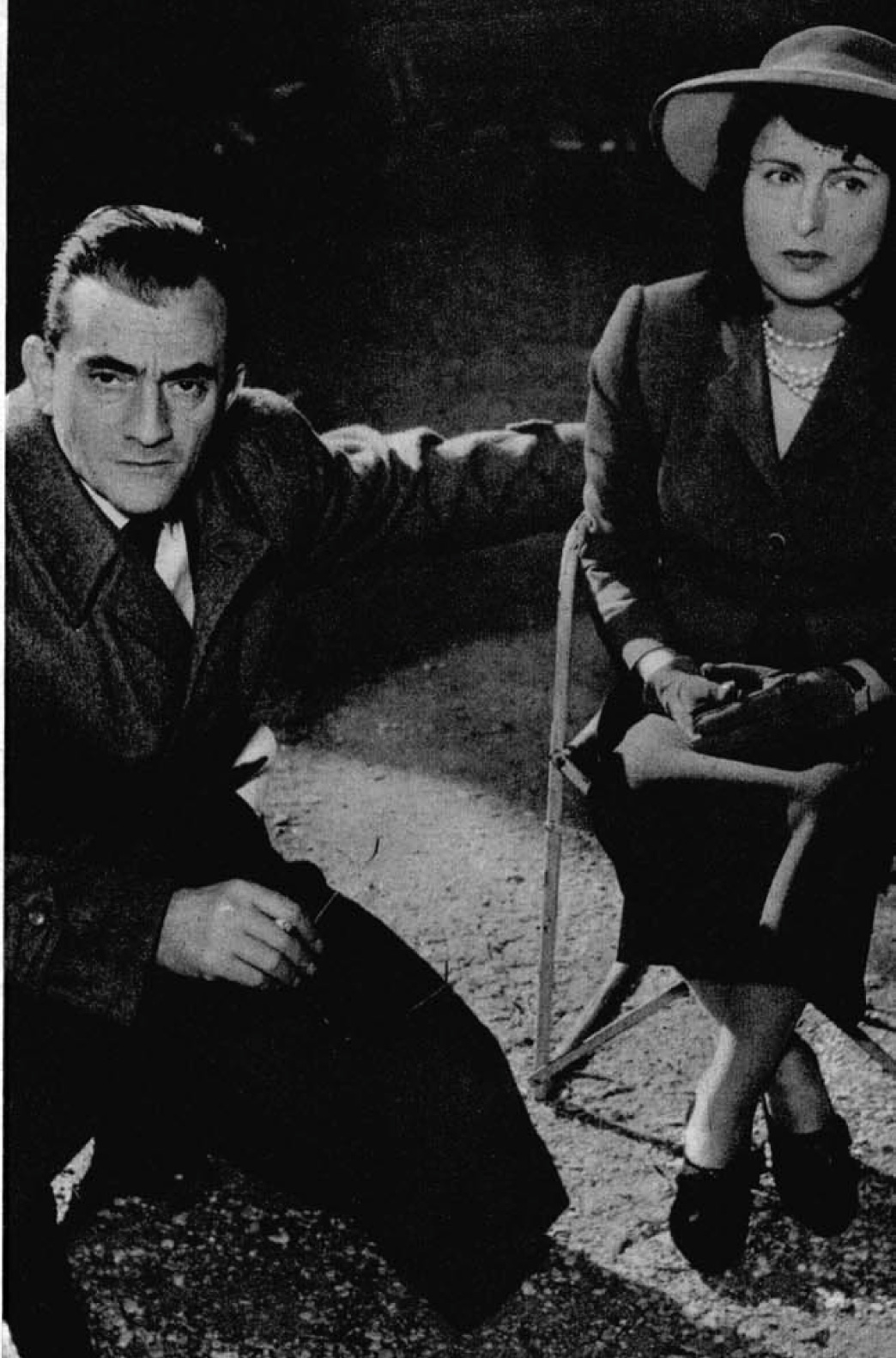
Luchino Visconti et Anna Magnani.

Plus captivante pour le public fut sa troisième œuvre, Bellissima (1951), écrite par Cesare Zavattini, une analyse sans concession des coulisses du monde clinquant du cinéma, avec l'une des actrices symboles du néo-réalisme italien, Anna Magnani, aux côtés de Walter Chiari ; y participèrent également le réalisateur Alessandro Blasetti, responsable des castings, et le présentateur Corrado Mantoni, dans son propre rôle.
Visconti réalisa l'année suivante l'épisode Anna Magnani du film Siamo donne, tiré d'une autre idée du bouillonnant Zavattini, celle de montrer des épisodes de la vie privée de quatre actrices (outre Magnani, on trouve Alida Valli, Ingrid Bergman et Isa Miranda), suivis de castings d'un concours de recherche de nouveaux visages féminins à lancer au cinéma.

#### Senso

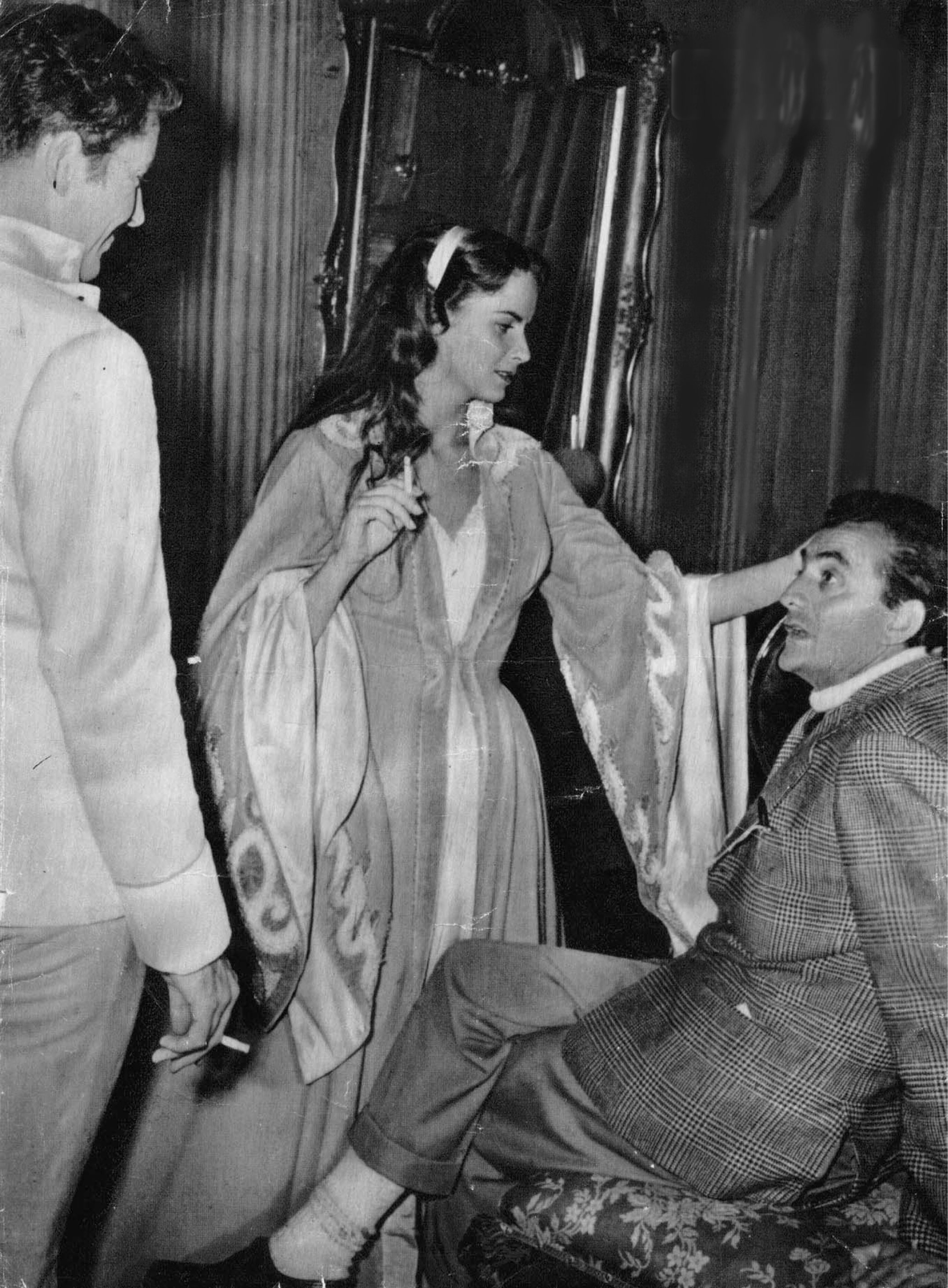
Granger, Valli et Visconti sur le tournage de Senso en 1953

En 1954, il réalisa son premier film en couleurs, Senso (librement tiré d'un récit de Camillo Boito), qui signa un tournant dans sa carrière, et que nombre de critiques interprétèrent comme une trahison du néo-réalisme.
Grande fresque historique relue de manière critique dans le contexte de l'analyse d'un drame privé, extrêmement recherchée dans le soin des détails du décor et dans la mise en scène (soin pour lequel Visconti fut reconnu unanimement comme un maître ; seul Franco Zeffirelli, son amant et son disciple, le suivra dans cette voie), Senso inaugura une série de films complexes et fascinants, imprégnés de violence et de tensions, toujours controversés par le public et par la critique ; la décadence humaine, morale et physique, y devint un leitmotiv qu'il déclina jusqu'à la fin de sa carrière.
Dans Senso, à l'époque de l'Italie du Risorgimento affrontant l'Autriche qui occupe toujours la Vénétie, et de la défaite de Custoza, une aristocrate vénitienne (Alida Valli), tombe éperdument amoureuse d'un officier de l'armée autrichienne (Farley Granger), qui ne songe, lui, qu'au moyen de s'échapper de l'armée grâce à l'argent que sa noble maîtresse pourrait lui procurer, ce qu'elle effectue en lui donnant le « trésor de guerre » des patriotes italiens ; se découvrant bafouée, elle dénonce son amant déserteur et le fait condamner au peloton d'exécution, avant de perdre la raison. Le film de Visconti fut l'objet d'importantes polémiques à la Mostra de Venise, et, au cours d'une soirée tumultueuse d'attribution des prix, il fut complètement ignoré par la critique, laquelle préféra attribuer le Lion d'or à Renato Castellani avec Giulietta e Romeo. Le film est important pour avoir rendu populaire la Symphonie no 7 de Bruckner, utilisée par Visconti dans la bande sonore, comme il fera plus tard, avec l'Adagietto de la Cinquième de Gustav Mahler dans Mort à Venise.

#### Les Nuits blanches
En 1957, Luchino Visconti remporta le Lion d'Argent grâce à Les Nuits blanches, tendre et délicate histoire d'amour inspirée du roman de Dostoievski, interprétée par Marcello Mastroianni, Maria Schell et Jean Marais (avec la participation spéciale de Clara Calamai), film photographié en noir et blanc dans une atmosphère de plomb et de brume, dans un port inspiré de celui de Livourne, intégralement reconstitué à Cinecittà.

#### Rocco et ses frères

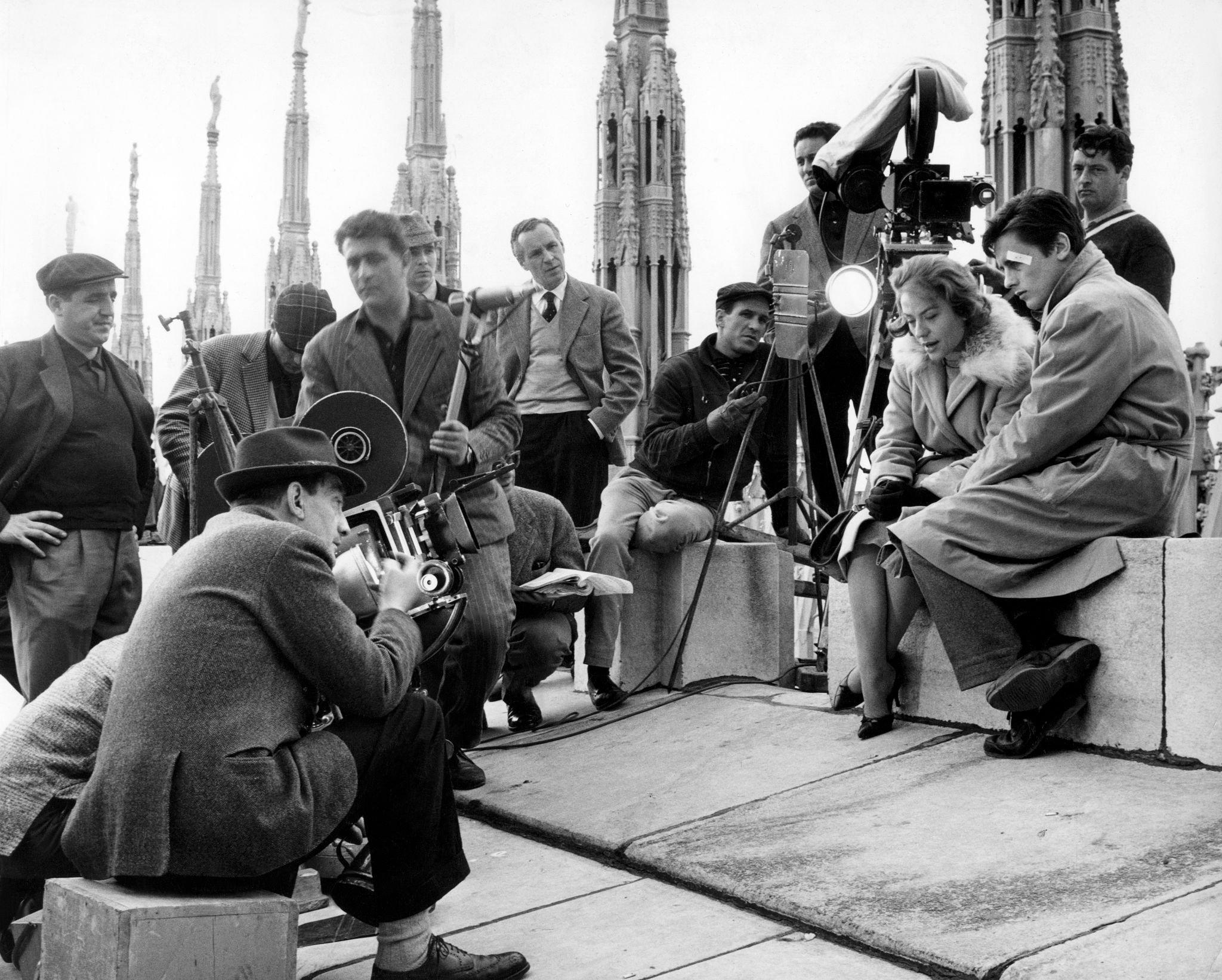
Visconti dirigant Alain Delon et Renato Salvatori sur le toit du dôme de Milan

En 1960, il reçut le Prix spécial du jury de la Mostra pour Rocco et ses frères, odyssée d'une famille méridionale émigrée à Milan pour y chercher du travail, film traité sur le mode de la tragédie grecque, mais inspiré des Frères Karamazov de Dostoïevski. Le film fit scandale à cause de certaines scènes extrêmement crues et violentes pour l'époque, à tel point que la censure conseilla aux projectionnistes de mettre leur main sur l'objectif pendant les scènes incriminées. Le scénario est de Vasco Pratolini, Suso Cecchi D'Amico, Pasquale Festa Campanile, Massimo Franciosa, Enrico Medioli et Luchino Visconti. Principaux acteurs: Alain Delon, Annie Girardot et Renato Salvatori.
L'année suivante, en 1961, il réalisa l'épisode Le Travail du film Boccace 70 auquel participèrent également Vittorio De Sica, Federico Fellini et Mario Monicelli. Visconti s'attaquait directement à la commission de censure qui avait malmené son film précédent.

#### Le Guépard

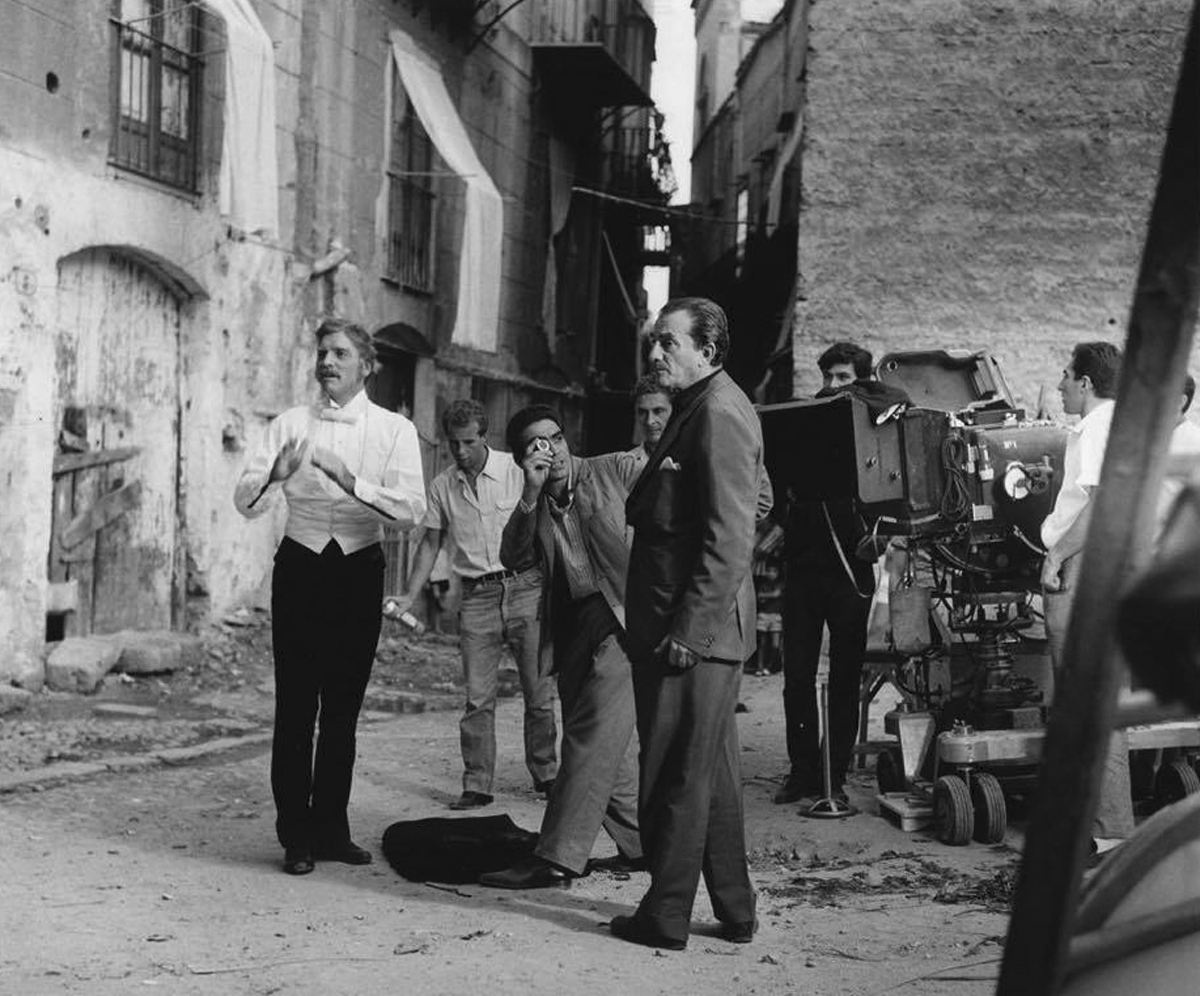
Visconti au centre et Burt Lancaster sur le tournage du Guépard (1963).

En 1962, il mit enfin d'accord les critiques et le public avec son plus grand succès, Le Guépard, tiré du roman du même nom de Giuseppe Tomasi di Lampedusa, et qui reçut la Palme d'or au Festival de Cannes. Le scénario est de Suso Cecchi D'Amico, Pasquale Festa Campanile, Massimo Franciosa, Enrico Medioli et Luchino Visconti. Interprété par une distribution éblouissante (Burt Lancaster, Claudia Cardinale, Alain Delon…), situé à l'époque du débarquement des partisans de Garibaldi en Sicile, le film relate les vicissitudes du prince Fabrizio Corbera di Salina (Burt Lancaster), grand propriétaire terrien contraint d'accepter l'union entre l'aristocratie désargentée et la nouvelle bourgeoisie, union atteignant son paroxysme dans la scène finale du bal, laquelle occupe la dernière demi-heure du film, scène considérée unanimement comme le point d'orgue de l'art viscontien. Alberto Moravia s'exclama après avoir vu le film : « C'est le film de Visconti le plus pur, le plus équilibré et le plus exact ».

### Période de transition
En 1965, sortit le film Sandra, histoire d'un inceste au titre inspiré par Giacomo Leopardi, encore interprété par Claudia Cardinale, suivi de La sorcière brûlée vive, un épisode du collectif Les Sorcières (1966).
En 1967 sort L'Étranger, inspiré par le livre éponyme d'Albert Camus, dans lequel Visconti dirige à nouveau Marcello Mastroianni dans le rôle de Meursault. Cette adaptation est cependant unaniment jugée médiocre en raison d'un certain « manque d'audace » du réalisateur contraint par la veuve de Camus de respecter à la lettre le roman, ce qui est souvent incompatible avec les spécificités de la narration cinématographique. Visconti parle du film comme d'un « fils né avec des limites ».

### Trilogie allemande
À la fin des années soixante, Visconti élabora le projet d'une tétralogie allemande s'inspirant des thématiques mythologiques et décadentes de Wagner et Thomas Mann. Sur les quatre titres prévus, il n'en réalisa que trois.

#### Les Damnés
Les Damnés, (1969), en est le premier film. Il s'agit de l'ascension et de la chute des membres de l'une des familles propriétaires des plus importantes aciéries allemandes pendant la montée du nazisme. Ce film marquait, après un petit rôle de domestique dans le sketch viscontien des "Sorcières", le premier grand rôle à l'écran de Helmut Berger, dernier amant de Visconti.

#### Mort à Venise

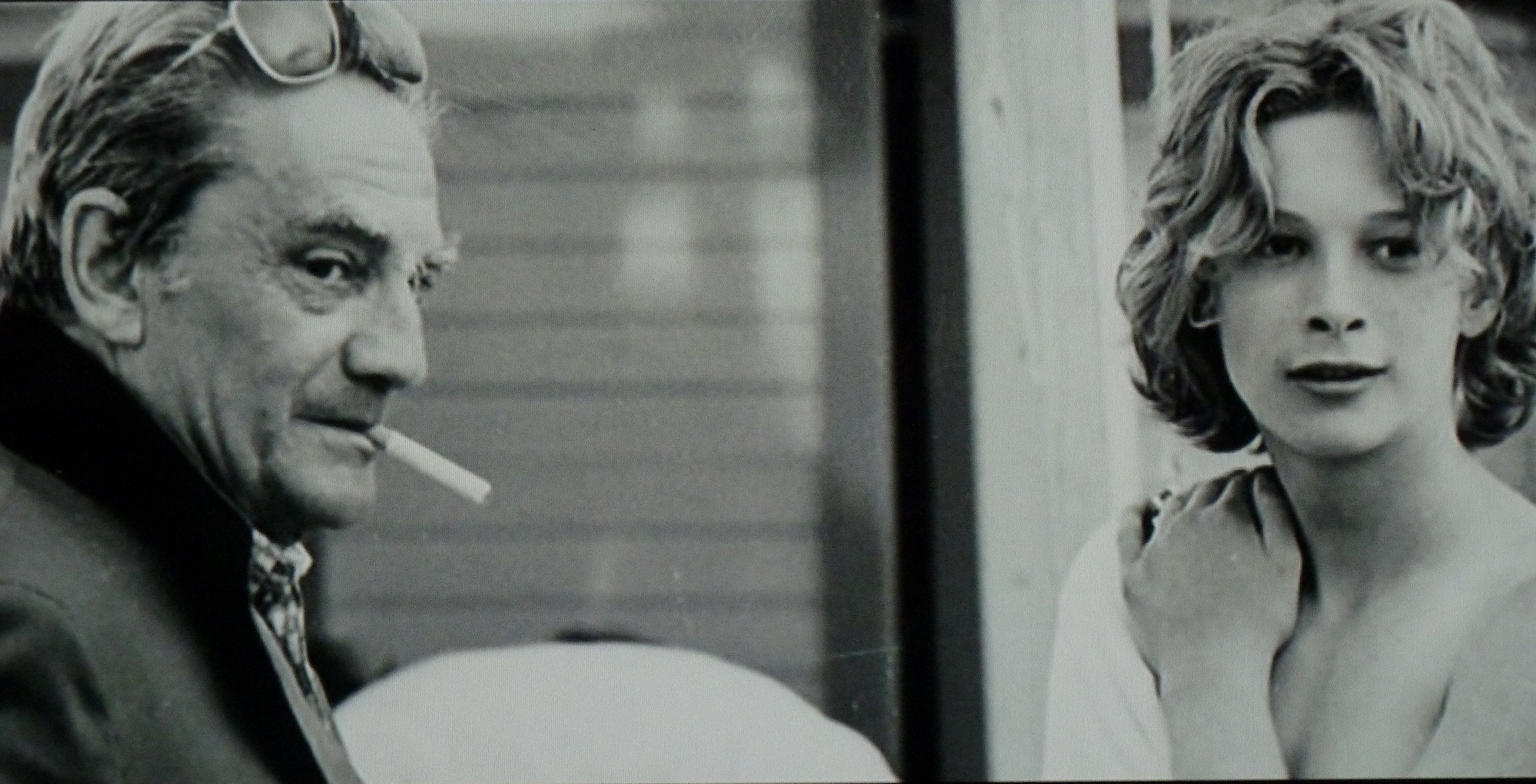
Luchino Visconti et Björn Andrésen (Tadzio) sur le tournage de Mort à Venise.

Le deuxième fut Mort à Venise, (1971), tiré de la nouvelle de Thomas Mann, La Mort à Venise, est une fresque explorant le thème de l'inéluctabilité de la vieillesse et de la mort, associé à la quête de la beauté idéale et inaccessible, dans une Venise merveilleuse, progressivement enlaidie, abîmée par les mesures sanitaires dictées par le service de santé, lorsque se répand dans la ville une épidémie de choléra. Principaux acteurs: Björn Andresen, Dirk Bogarde et Silvana Mangano.

#### Ludwig, le crépuscule des dieux
Le troisième et dernier volet fut Ludwig, le crépuscule des dieux, (1972), où Helmut Berger interpréta le rôle du jeune roi de Bavière ; le film raconte l'histoire du roi Louis II de Bavière, la lente déchéance du jeune monarque idéaliste, visionnaire, qui préférait la rêverie, l'art, la beauté, l'amitié et l'amour aux charges du pouvoir, que nombre de ceux qu'il aimait trahirent, que son peuple trahit également, et qui finit par être interné ; il se noya, ainsi que son médecin, dans le lac de Starnberg, dans des circonstances mystérieuses.
La trilogie aurait dû être tétralogie et se terminer avec une nouvelle adaptation cinématographique d'une œuvre de Thomas Mann, La Montagne magique. 
Le  27 juin 1972, durant le tournage de Ludwig, Visconti, qui fumait de « 80 à 120 cigarettes par jour » est victime d'un accident vasculaire cérébral qui le laisse à moitié paralysé. 
La production exige que le film soit terminé, réduit et qu'il sorte au début 1973. En 1978 les collaborateurs, amis et parents de Visconti rachètent le film et en proposent une reconstitution.

### Le testament et le dernier film
Malgré sa pénible condition physique, il parvint à tourner ses deux derniers films, où les thèmes de la déchéance et de la solitude deviennent de plus en plus prégnants.

#### Violence et passion
Violence et Passion, 1974), inspiré à la fois par Mario Praz, Roberto Bazlen, est ouvertement autobiographique, interprété par Burt Lancaster et Helmut Berger, acteurs qu'il retrouve ici.

#### L'Innocent
Après avoir chuté, le 3 avril 1975, Visconti dirige son dernier film assis en chaise roulante.
Film crépusculaire, malgré la jeunesse des personnages et la lumière de Rome et de la campagne romaine, L'Innocent (1976) est librement inspiré du roman de Gabriele D'Annunzio, L'Innocent, titre de la version littéraire italienne (1892) (L'Intrus dans sa traduction française). À sa sortie, la presse n'en fit pas grand cas, trompée peut-être par la société bourgeoise décrite dans le film, par les décors et les costumes de la fin du XIXe siècle. Se trompant sur le sens du film, elle n'y vit pas ce qu'il contenait, l'analyse profonde du seul sentiment amoureux, sentiment universel, et de la dépendance qu'il implique, compliquée, douloureuse, voire destructrice et par la mort du cinéaste en cours de montage.
Dans L'Innocent, on assiste à la désagrégation d'un couple jeune, sans enfants, formé par Tullio Hermil (Giancarlo Giannini), le mari, qui préfère ses maîtresses à sa femme, et par Giulianna (Laura Antonelli), sa femme. Celle-ci, humiliée, lassée, tombe amoureuse d'un autre homme et attend de lui un enfant, qu'elle décide de garder. Tullio, qui dénonçait l'hypocrisie de la société et plaidait pour la liberté de pensée et de mœurs (ici, pour la liberté de l'avortement), est contraint d'attendre la naissance de l'enfant. Devenu amoureux de Giulanna jusqu'à l'obsession, il réalise qu'en ayant toujours refusé de l'aimer et de dépendre de ses sentiments, il avait tenté d'échapper ainsi à l'« emprisonnement », selon lui, du lien amoureux. Son amour, fou au point de le pousser à vouloir tuer l'enfant, et la haine que lui déclare Giulianna en le quittant, le poussent au suicide.
Le film fut présenté au public dans la première version de montage, mis à part quelques retouches apportées à la mise en scène par sa collaboratrice Suso Cecchi d'Amico qui se basait sur les indications laissées par le réalisateur au cours d'une discussion de travail.
Visconti avait dit ne pas se retrouver dans ce film, et avoir « filmé non seulement la désagrégation d'une famille, mais aussi celle d'une certaine société ». Jean-Louis Bory, critique de cinéma au Nouvel Observateur, n'y vit, à sa sortie en 1976, que le détournement d'un « mélodrame mondain qui lui devient prétexte pour peindre une société qui n'existe plus que par la représentation qu'elle se donne à elle-même ».

### Les funérailles

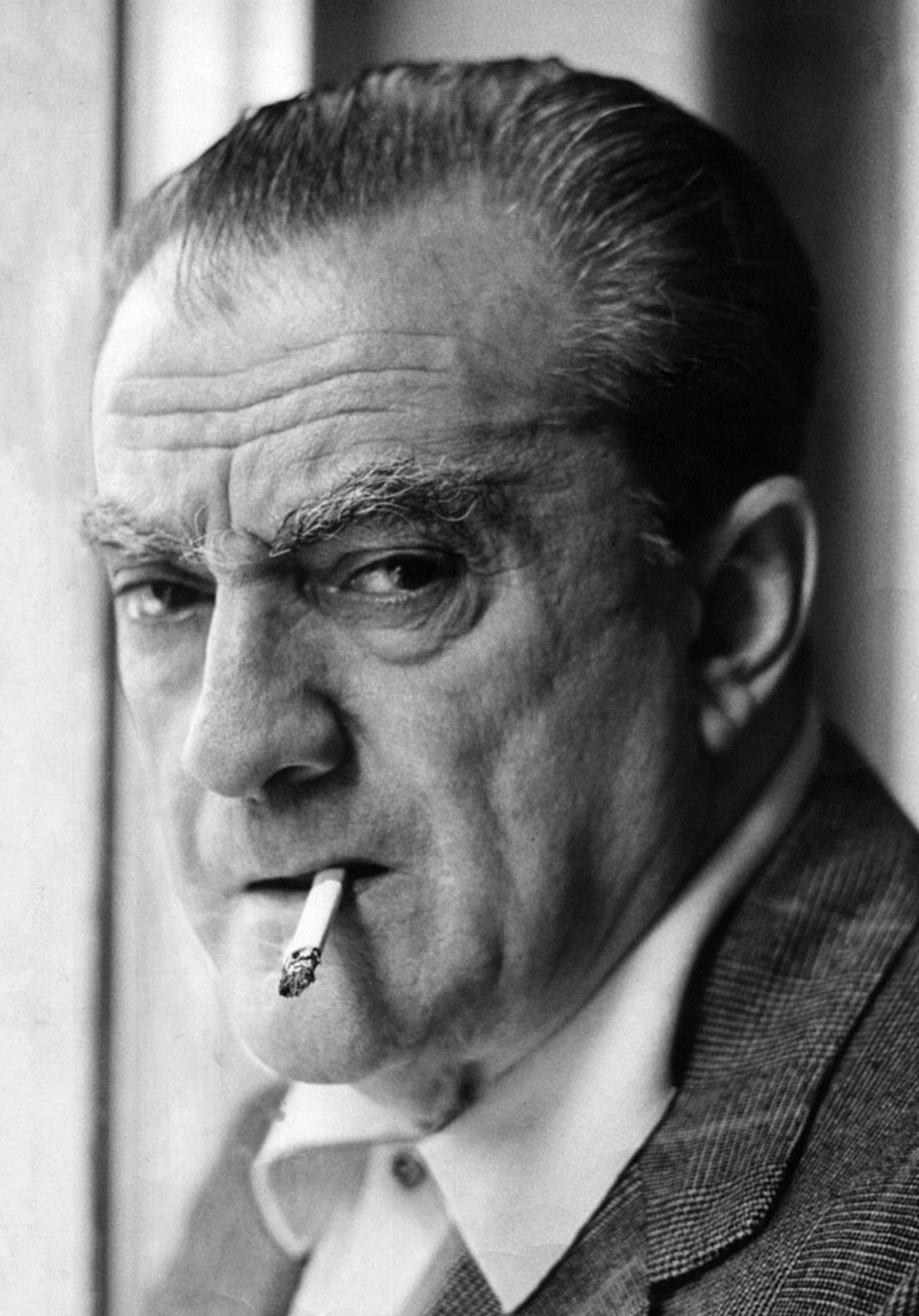
Luchino Visconti en 1972

Alors que le film est en phase de doublage, Visconti est victime d'une forme grave de thrombose. Il meurt le 17 mars 1976 accompagné par sa sœur. Ses dernières paroles sont : « Maintenant, ça suffit. »
Les funérailles de Visconti ont eu lieu le 19 mars 1976 en l'église Saint-Ignace-de-Loyola à Rome. Outre la famille Visconti, le président italien Giovanni Leone et les acteurs Burt Lancaster, Claudia Cardinale, Laura Antonelli, Vittorio Gassman et Helmut Berger étaient présents.
Rina Morelli, actrice que Visconti estimait beaucoup et avec laquelle il avait partagé les grandes saisons théâtrales de l'immédiat après-guerre, mourut peu de temps après lui.
Ses cendres sont conservées depuis 2003 sous un rocher de sa villa d'Ischia, La Colombaia, avec celles de sa sœur Uberta. 
Dans son ancienne villa, un musée lui est consacré.

## Ascendance et fratrie

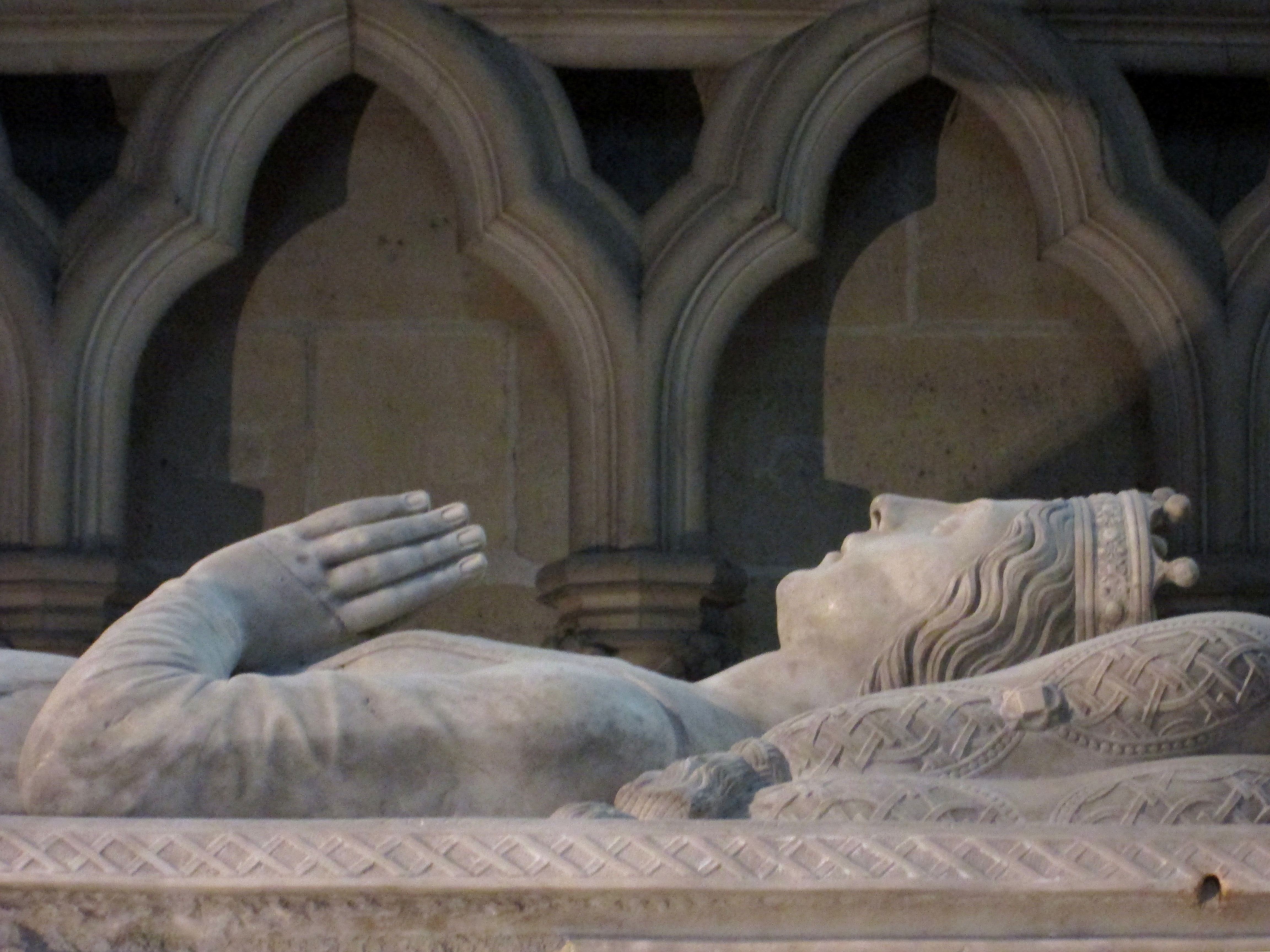
Gisant de Valentine Visconti (1368-1408), duchesse d'Orléans et de Valois à la Basilique St Denis, grand-mère de Louis XII roi de France et arrière-grand-mère de François 1er

Par son père, il descend de la grande aristocratie italienne : la famille Visconti régna en effet sur Milan jusqu'au XVe siècle et apparentée à la couronne de France, des Valois. Par sa mère, il est apparenté au compositeur Giulio Ricordi, petit-fils de l'illustre fondateur de la maison d'édition musicale établie à Milan, ainsi qu'au fondateur et richissime patron d'industrie pharmaceutique Carlo Erba.
Luchino était le quatrième de sept enfants :
- Guido (1901-1942), duc de Grazzano Visconti, marié à Franca Viviani Della Robbia (sans postérité), eut également une liaison avec l'actrice Elsa De Giorgi, et mourut à la bataille d'El Alamein ;
- Anna (1903-1977), mariée par la suite au prince Adolfo Caracciolo ;
- Luigi (1905-1967), duc de Grazzano Visconti à la suite de son frère aîné, épousa Madina Arrivabene Valenti Gonzaga (dont postérité), puis l'actrice Laura Adani ;
- Luchino ;
- Edoardo (1908-1980), père du futur réalisateur Eriprando Visconti ;
- Ida Pace (1916-2008), dite « Nane » ;
- Uberta (6 avril 1918, Milan – 30 juillet 2003, Rome), mariée le 30 avril 1940 au réalisateur Renzo Avanzo (it) et, en secondes noces, au compositeur et chef d'orchestre Franco Mannino, fréquent collaborateur de Luchino.

- Visconti est le parrain de baptême de Miguel Bosé(né en 1956)

## Filmographie

### Assistant-réalisateur
- 1935 : Toni de Jean Renoir
- 1936 : Les bas-fonds de Jean Renoir (et décor et costumes)
- 1936 : Partie de campagne de Jean Renoir (et décor et costumes)
- 1941 : La Tosca de Jean Renoir et Carl Koch (et scénario)

### Longs métrages
- 1943 : Les Amants diaboliques (Ossessione)
- 1948 : La terre tremble (La terra trema)
- 1951 : Bellissima
- 1954 : Senso
- 1957 : Nuits blanches (Le notti bianche)
- 1960 : Rocco et ses frères (Rocco e i suoi fratelli)
- 1963 : Le Guépard (Il Gattopardo)
- 1965 : Sandra (Vaghe stelle dell'Orsa)
- 1967 : L'Étranger (Lo straniero)
- 1969 : Les Damnés (La caduta degli dei)
- 1971 : Mort à Venise (Morte a Venezia)
- 1973 : Ludwig ou le Crépuscule des dieux (Ludwig)
- 1974 : Violence et Passion (Gruppo di famiglia in un interno)
- 1976 : L'Innocent (L'innocente)

### Courts métrages
- 1953 : Nous les femmes (Siamo Donne) - épisode 5 - segment Anna Magnani
- 1962 : Boccace 70 (Boccaccio '70) - segment Le Travail (Il lavoro)
- 1967 : Les Sorcières (Le streghe) - segment La Sorcière brûlée vive (La strega bruciata viva)

### Documentaires
- 1945 : Jours de gloire (Giorni di gloria)
- 1951 : Notes sur un fait divers (Appunti su un fatto di cronaca) - épisode réalisé pour le magazine cinématographique Documenti mensili, dirigé par Cesare Zavattini
- 1970 : Alla ricerca di Tadzio

### Scénarios et projets non réalisés
- Le Grand Meaulnes d'après Alain-Fournier.
- À la recherche du temps perdu d'après Marcel Proust.

- 1952 : Le Carrosse d'or de Jean Renoir - Projet abandonné de Lucchino Visconti.

## Opéra

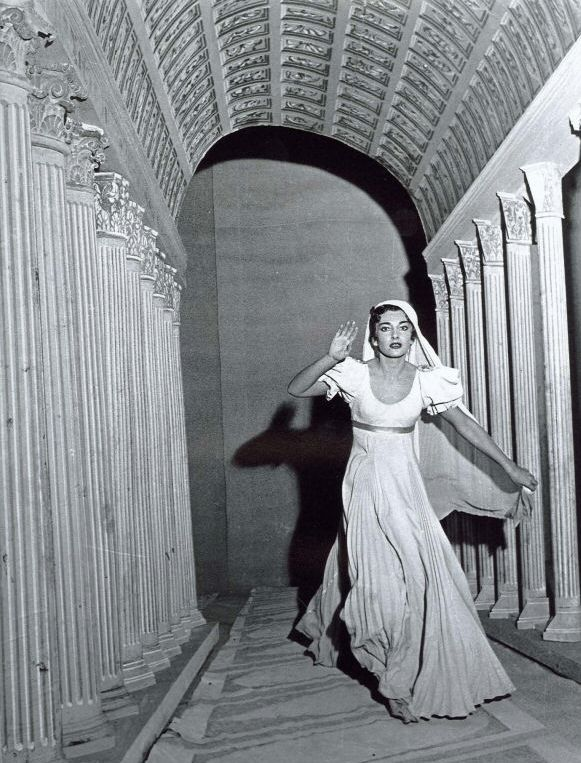
Maria Callas jouant Guilia dans la Vestale en 1954, dans la mise en scène de Visconti

- 1954 : La Vestale de Gaspare Spontini, direction Antonino Votto, avec Maria Callas, à la Scala de Milan
- 1955 et 1957 : La sonnambula de Vincenzo Bellini, direction Léonard Bernstein avec Maria Callas, à la Scala de Milan
- 1955 et 1956 : La traviata de Giuseppe Verdi, direction Carlo Maria Giulini avec Maria Callas, à la Scala de Milan
- 1957 et 1958 : Anna Bolena de Gaetano Donizetti direction Gianandrea Gavazzeni avec Maria Callas et Giulietta Simionato, à la Scala de Milan
- 1957 : Iphigénie en Tauride de Christoph Willibald Gluck, direction Nino Sanzogno avec Maria Callas, à la Scala de Milan
- 1958 : Macbeth de Giuseppe Verdi, direction musicale Thomas Schippers, avec William Chapman, Cannine Torre (au Festival des Deux Mondes à Spolète)
- 1958 : Don Carlos à Covent Garden, dirigé par Giulini
- 1959 : " Le Duc d'Albe" de Donizetti, Spolète
- 1963 : La Traviata di Giuseppe Verdi- Spolète
- 1963 : " Comédie Pastorale" livret de Visconti, Filippo Sanjust et Enrico Medioli, musique Franco Mannino, Théâtre Massimo de Palerme
- 1964 : Les noces de Figaro de Wolfgang Amadeus Mozart, direction Carlo Maria Giulini,  Teatro dell'Opera di Roma
- 1964 : Le Trouvère di Giuseppe Verdi, Bolchoï alla Scala
- 1964 : Le Trouvère di Giuseppe Verdi, Royal Opera House, Covent Garden
- 1964 : Les Noces de Figaro de Wolfgang Amadeus Mozart (1964) Teatro dell'Opera di Roma
- 1964 : Le Trouvère de Giuseppe Verdi (1964) Teatre de La Scala
- 1964 : Le Trouvère de Giuseppe Verdi (1964), Royal Opera House, Covent Garden.
- 1965 : Don Carlos de Giuseppe Verdi, direction Carlo Maria Giulini Teatro dell'Opera di Roma
- 1966 : Falstaff de Giuseppe Verdi (1966),direction Léonard Bernstein, avec Dietrich Fischer-Dieskau.  Wiener Staatsoper
- 1966 : Der Rosenkavalier à Covent Garden, direction musicale Georg Solti avec Sena Jurinac.
- 1966 : Falstaff au Wiener Staatsoper, , direction musicale Leonard Bernstein, avec Dietrich Fischer-Dieskau, Graziella Sciutti, Regina Resnik, Juan Oncina, Ilva Ligabue...
- 1967 : La Traviata à Covent Garden, dirigé par Giulini, avec Mirella Freni. Il existe une captation télévisée de la BBC, des actes 3 et 4[31].
- 1967 : Egmont de Goethe, musique de Beethoven, Palais Pitti, Florence.
- 1969 : Simon Boccanegra de Giuseppe Verdi Wiener Staatsoper
- 1973 : Manon Lescaut de Giacomo Puccini, Teatro Nuovo Gian Carlo Menotti de Spolète.

### Ballet
- 1956 : Mario et le magicien, livret de Luchino Visconti sur un argument de Thomas Mann, musique de Franco Mannino. Théâtre de la Scala de Milan.
- 1958 : Marathon de danse sur un argument de Luchino Visconti,  musique de Hans Werner Henze, chorégraphie de Dick Sanders, danseur Jean Babilée. Städtische Oper de Berlin.

## Théâtre

### Avant-Guerre
- 1936 - Carità mondana de Giannino Antona Traversi, mise en scène, Compagnie del Teatro di Milano, Teatro Social, Côme
- 1936 -  Il dolce aloe de Jay Mallory,  mise en scène - Compagnie del Teatro di Milano, Teatro Via Manzoni, Milan.
- 1938 - Le Voyage de Henry Bernstein, mise en scène -  Compagnie del Teatro di Milano, Casino Municipal, San Remo.

### Après-Guerre
- 1945 : Les Parents terribles de Jean Cocteau, avec Gino Cervi
- 1945 : La Cinquième Colonne d'Ernest Hemingway
- 1945 : La Machine à écrire de Jean Cocteau, avec Vittorio Gassman, Teatro Eliseo
- 1945 : Antigone de Jean Anouilh
- 1945 : Huis clos de Jean-Paul Sartre
- 1945 : Adam de Marcel Achard, avec Vittorio Gassman
- 1945 : La Route au tabac de John Kirkland, avec Vittorio Gassman
- 1946 : Le Mariage de Figaro de Beaumarchais, avec Vittorio De Sica
- 1946 : Crime et Châtiment de Gaston Baty d'après Dostoïevski, avec Franco Zeffirelli
- 1946 : La Ménagerie de verre de Tennessee Williams
- 1947 : Eurydice de Jean Anouilh
- 1948 : Comme il vous plaira de Shakespeare, costumes de Salvador Dalí, avec Vittorio Gassman
- 1949 : Un tramway nommé Désir de Tennessee Williams, avec Vittorio Gassman, Marcello Mastroianni
- 1949 : Oreste de Vittorio Alfieri, avec Vittorio Gassman, Marcello Mastroianni
- 1949 : Troïlus et Cressida de Shakespeare, avec Vittorio Gassman, Marcello Mastroianni
- 1951 : Mort d'un commis voyageur d’Arthur Miller, avec Marcello Mastroianni
- 1951 : Un tramway nommé Désir de Tennessee Williams, avec Marcello Mastroianni
- 1951 : Le Séducteur de Diego Fabbri
- 1952 : La Locandiera de Carlo Goldoni, avec Marcello Mastroianni, La Fenice Venise
- 1952 : Les Trois Sœurs d'Anton Tchekhov, avec Marcello Mastroianni
- 1953: Les Méfaits du tabac d'Anton Tchekhov
- 1953 : Médée d'Euripide
- 1954 : Comme les feuilles de Giuseppe Giacosa
- 1955 : Les Sorcières de Salem d’Arthur Miller, avec Laura Betti
- 1955 : Oncle Vania d'Anton Tchekhov, avec Marcello Mastroianni
- 1957 : Mademoiselle Julie d'August Strindberg
- 1957 : L'Imprésario de Smyrne de Carlo Goldoni
- 1958 : Vu du Pont d’Arthur Miller
- 1958 : Immagini e tempi di Eleonora Duse, avec Vittorio Gassman
- 1958 : Ange vieille sur ma maison de Ketti Frings (en) (de Thomas Wolfe)
- 1959 : Deux sur la balançoire de William Gibson, avec Annie Girardot, Jean Marais, Théâtre des Ambassadeurs
- 1958 : I ragazzi della signora Gibbons, (Mrs. Gibbons' Boys) de Joseph Stein et Will Glickman
- 1959 : Figli d'arte de Diego Fabbri
- 1960 : L'Arialda de Giovanni Testori, avec Umberto Orsini
- 1961 : Dommage qu'elle soit une putain de John Ford, avec Alain Delon, Romy Schneider, Silvia Monfort, Théâtre de Paris
- 1963 : Le Treizième Arbre d'André Gide
- 1965 : Après la chute (After the Fall) d'Arthur Miller, avec Annie Girardot, Michel Auclair, Théâtre du Gymnase
- 1965 : La Cerisaie d'Anton Tchekhov, avec Ottavia Piccolo
- 1967 : La Monaca di Monza de Giovanni Testori
- 1969 : L'Inserzione de Natalia Ginzburg, avec Mariangela Melato
- 1973 : C'était hier d’Harold Pinter, avec Umberto Orsini, Adriana Asti, Valentina Cortese

## Distinctions
- Mostra de Venise 1948 : Prix international pour La terre tremble
- Mostra de Venise 1957 : Lion d'argent pour Nuits blanches
- Mostra de Venise 1960 : Grand prix du jury et prix FIPRESCI pour Rocco et ses frères
- Festival de Cannes 1963 : Palme d'or pour Le Guépard
- Mostra de Venise 1965 : Lion d'or pour Sandra
- Festival de Cannes 1971 : Prix du 25e anniversaire du Festival international du film, décerné à Luchino Visconti pour Mort à Venise et l'ensemble de son œuvre
- David di Donatello 1975 : Meilleur film pour Violence et Passion